# Ninon Esposito
Pour les articles homonymes, voir Esposito.
 Ninon Esposito, née le 26 novembre 1996 à Grenoble, est une  skieuse alpine française.

## Biographie

### Débuts
En mars 2011, elle termine à la 3e place des Championnats de France Minimes (moins de 15 ans) de Slalom Géant à Serre-Chevalier.
En mars 2014, elle termine à la 3e place des Championnats de France Cadettes U18 (moins de 18 ans) de Slalom à Méribel.
Elle dispute sa première épreuve de Coupe d’Europe le 29 janvier  2016 dans le slalom de Sestrières.
Elle dispute sa première épreuve de Coupe du Monde le 22 octobre 2016 à Sölden en Slalom Géant.

### Saison 2017-2018
En Coupe d’Europe, elle marque ses premiers points en février 2018, et le 17 mars 2018, elle obtient la 6e place du slalom de Soldeu.
Le 10 mars 2018, elle fait ses débuts en Coupe du Monde dans le Slalom d'Ofterschwang .
Le 24 mars 2018, à  Châtel,  elle termine à la 3e place des Championnats de France de Slalom.
Le 2 avril 2018, elle remporte le classement général du Slalom du Ski Chrono Samse Tour.

### Saison 2018-2019
Elle intègre l’équipe de France B.
Le 25 mars 2019, elle devient Vice-championne de France de slalom à Auron derrière Nastasia Noens.
Elle met fin à sa carrière à la fin de la saison 2020 .

## Palmarès[6]

### Coupe du monde
- 1 épreuve de Coupe du Monde disputée

### Coupe d'Europe
1 top-10 :
- 6e en  Slalom à Soldeu le 17 mars 2018

#### Classements
| Saison / Épreuve | Saison / Épreuve | Général | Général | Descente | Descente | Super G | Super G | Géant  | Géant  | Slalom | Slalom | Combiné | Combiné |
| ---------------- | ---------------- | ------- | ------- | -------- | -------- | ------- | ------- | ------ | ------ | ------ | ------ | ------- | ------- |
| Saison / Épreuve | Saison / Épreuve | Class.  | Points  | Class.   | Points   | Class.  | Points  | Class. | Points | Class. | Points | Class.  | Points  |
| 2018             | 2018             | 94e     | 58      | -        | -        | -       | -       | -      | -      | 32e    | 58     | -       | -       |

### Championnats de France

#### Elite
| Édition / Epreuve                   | Descente | Super-G | Slalom géant | Slalom  | Super combiné | Slalom Parallèle |
| ----------------------------------- | -------- | ------- | ------------ | ------- | ------------- | ---------------- |
| Championnats 2012 L'Alpe d'Huez     | 53e      | 46e     | 41e          | Abandon | 33e           | -                |
| Championnats 2013 Peyragudes        | 46e      | Abandon | 30e          | Abandon | -             | -                |
| Championnats 2014 Méribel/Les Arcs  | -        | -       | Abandon      | 14e     | -             | -                |
| Championnats 2015 Serre-Chevalier   | -        | -       | Abandon      | Abandon | -             | -                |
| Championnats 2016 Les Menuires      | -        | -       | Abandon      | 6e      | -             | 9e               |
| Championnats 2017 Val Thorens/Lélex | -        | -       | 21e          | Abandon | -             | -                |
| Championnats 2018 Châtel            | -        |         | 15e          | Bronze  | -             | -                |
| Championnats 2019 Auron             | -        | -       | 11e          | Argent  | -             | -                |

#### Jeunes

##### Cadettes U18 (moins de 18 ans)
2014 :
- 3e des Championnats de France de Slalom à Méribel

##### Minimes (moins de 15 ans)
2011 :
- 3e des Championnats de France de Slalom Géant à Serre-Chevalier